# Bellegarde-Marsal
Bellegarde-Marsal – gmina we Francji, w regionie Oksytania, w departamencie Tarn. W 2013 roku liczba ludności wynosiła 714 mieszkańców. Przez gminę przepływa rzeka Tarn. 
Gmina została utworzona 1 stycznia 2016 roku z połączenia dwóch ówczesnych gmin: Bellegarde oraz Marsal. Siedzibą gminy została miejscowość Bellegarde.